# Gerrhopilus hades
Gerrhopilus hades är en ormart som beskrevs av Kraus 2005. Gerrhopilus hades ingår i släktet Gerrhopilus och familjen maskormar. Inga underarter finns listade i Catalogue of Life.
Arten förekommer endemisk på ön Rossel som ingår i Louisiaderna och som tillhör Papua Nya Guinea. Exemplar hittades i en bred dalgång som är täckt med regnskog. Honor lägger antagligen ägg.
Kanske ätas några exemplar av svin som går fritt i skogarna. Fram till 2014 var endast två individer kända. IUCN listar arten med kunskapsbrist (DD).